# 6315 Barabash
6315 Barabash è un asteroide della fascia principale. Scoperto nel 1990, presenta un'orbita caratterizzata da un semiasse maggiore pari a 2,2451418 au e da un'eccentricità di 0,1713586, inclinata di 4,67937° rispetto all'eclittica.